# بنك الدم
بنك الدم أو مصرف الدم أو مخزن الدم (بالإنجليزية: Blood bank)‏ هو مخزن حفظ الدم ومكوناته، والتي يتم جمعها من المتبرعين بدمهم، إذ يتم جمع وتخزين الدم ومكوناته والحفاظ عليها لاستخدامها لاحقًا في العمليات التي تتطلب نقل الدم. ويشير مصطلح «بنك الدم» إلى قسم في المستشفيات حيث يتم تخزين الدم ومنتجاته بعد أن يتم إجراء الاختبارات اللازمة للحد من المخاطر المتعلقة بنقل الدم. ومع ذلك، فإنه يشير في بعض الأحيان إلى مركز تجميع، بل وبعض المستشفيات أيضا تقوم بتجميع الدم.

## التاريخ
في حين تم إجراء عمليات نقل الدم الأولى مباشرة من الجهات المانحة إلى المتلقي قبل تجلط الدم، تم اكتشف أنه عن طريق إضافة مضاد للتخثر وتبريد الدم كان من الممكن تخزينه لعدة أيام، مما يفتح الطريق أمام تطوير مصارف الدم. كان جون براكستون هيكس أول من قام بتجربة الطرق الكيميائية لمنع تخثر الدم باستخدام فوسفات الصودا، وذلك في مستشفى سانت ماري في لندن في أواخر القرن 19. ولكن تجاربه لم تكلل بالنجاح.
وفي 27 مارس 1914 أجريت أول عملية نقل غير مباشر للدم من قبل الطبيب البلجيكي ألبرت هوستن. على الرغم من أن هذا كان محلول مخفف من الدم. الطبيب الأرجنتيني لويس أغوتي استخدم محلول مخفف أقل من ذلك بكثير في نوفمبر تشرين الثاني من العام نفسه. كلاهما استخدم سيترات الصوديوم كمادة مضادة للتخثر.

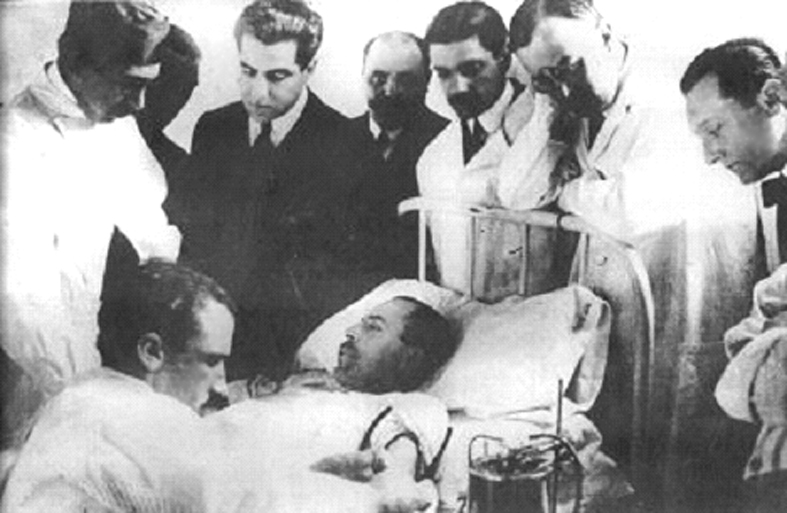
الطبيب والباحث لويس أجوتي Luis Agote (الثاني من اليمين) يشرف على إحدى أولى عمليات نقل الدم الآمنة والفعالة في عام 1914.

### الحرب العالمية الأولى

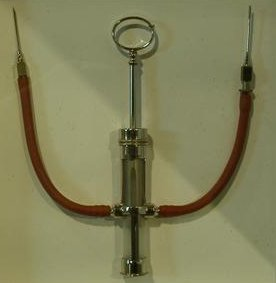
حقنة روسية من الحرب العالمية الثانية لنقل الدم مباشرة بين البشر.

الحرب العالمية الثانية، حقنة الروسية لنقل الدم بين البشري المباشر.
لقد كانت الحرب العالمية الأولى سبباً رئيساً لنشأة وتطور مصارف الدم وتقنيات نقله. كان للكندي اللفتنانت لورانس بروس روبرتسون دورا أساسيا في إقناع الفيلق الطبي بالجيش الملكي لاعتماد استخدام نقل الدم في محطات مقاصة الحوادث للجرحى. ففي أكتوبر 1915، قام الطبيب الكندي روبرتسون بأول عملية نقل للدم عن طريق الحقن لمريض يعاني من إصابته بشظايا متعددة. ولقد اتبع هذا الأمر بأربعة عمليات نقل لاحقة في الأشهر التالية وأفيد نجاحه إلى السير والتر مورلي فليتشر، مدير لجنة البحوث الطبية.
نشر روبرتسون استنتاجاته في المجلة الطبية البريطانية في عام 1916، وبمساعدة عدد قليل من الأفراد مثيلي التفكير (بما في ذلك الطبيب البارز إدوارد وليام أرشيبالد الذي قام بعرض طريقة تخثر سترات)، وكان قادرا على إقناع السلطات البريطانية بمزايا نقل الدم. أكمل روبرتسون بإنشاء أول جهاز نقل الدم في محطة الحوادث المقاصة على الجبهة الغربية في ربيع عام 1917.
أوزوالد هوب روبرتسون، وهو باحث الطبي وضابط في الجيش الأمريكي جرى ضمه إلى RAMC في عام 1917، حيث كان له دور فعال في تأسيس مصارف الدم الأولى، في إطار التحضير لمعركة ابرس الثالثة المتوقعة. استخدم سيترات الصوديوم كمادة مضادة للتخثر حيث تم استخراج الدم من ثقوب في الوريد ومن ثم تخزينها في زجاجات في محطات المقاصة الحوادث البريطانية والأمريكية على طول الجبهة. وجرب أيضا الحفاظ على خلايا الدم الحمراءالمفصولة في زجاجات مثلجة. جيفري كينز، جراح بريطاني، طور جهاز محمول يمكن أن يخزن الدم لتمكين نقله بطريقة أسهل.

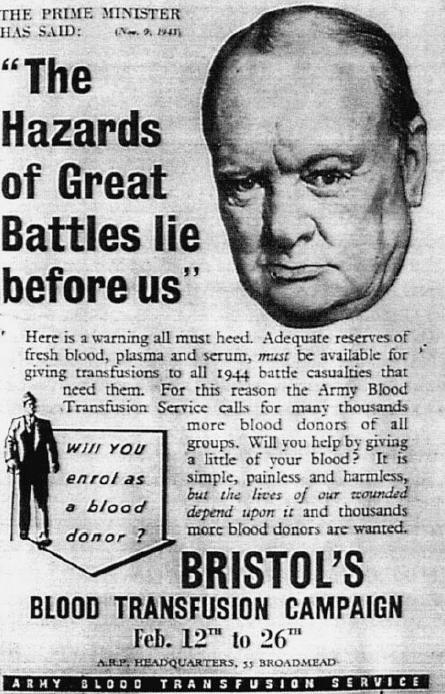
ملصق بريطاني يشجع الناس على التبرع بالدم من أجل خسائر الحرب.

### الانتشار

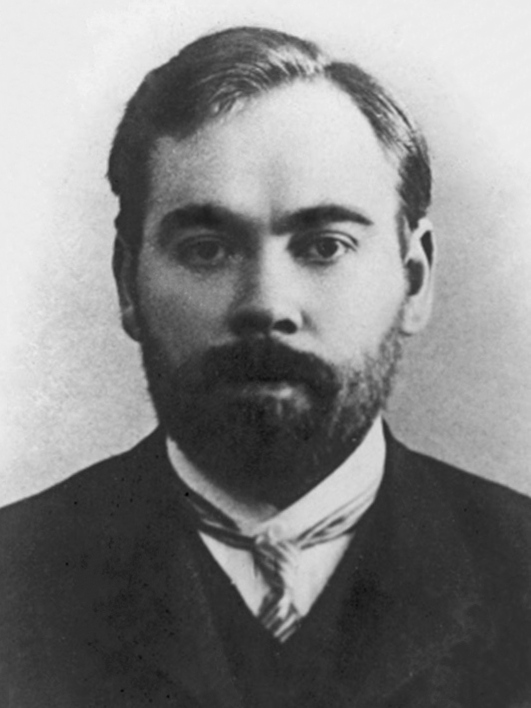
أسس ألكسندر بوجدانوف معهد علمي للبحث في آثار نقل الدم في موسكو، 1925.

تأسست أول خدمة للتبرع بالدم في العالم في عام 1921 من قبل وزير الصليب الأحمر البريطاني، بيرسي أوليفر. حيث عمل المتطوعون سلسلة من الاختبارات البدنية لتحديد فئه دمهم.كانت خدمة لندن لنقل الدم مجانية وتوسعت بسرعة. بحلول 1925، كانت تقدم الخدمات لحوالي 500 مريض وتم دمجها في بنية الصليب الأحمر البريطاني في عام 1926. وقد أنشئت نظم مماثلة في مدن أخرى بما في ذلك شيفيلد ومانشستر ونورويتش، وبدأ العمل في الخدمة لجذب الانتباه الدولي. أنشئت خدمات مماثلة في فرنسا وألمانيا والنمسا وبلجيكا واستراليا واليابان.
أنشأ الكسندر بوغدانوف معهدا علميا
للبحث عن تأثير نقل الدم في
موسكو، 1925.
كان فلاديمير شاموف وسيرجي يودين في الاتحاد السوفياتي رواد في نقل دم الجثث من المتبرعين المتوفين مؤخرا. قام يودين مثل هذه العمليات بنجاح لأول مرة في 23 مارس 1930. وذكر عن أول سبع عمليات نقل الدم السريرية التي أجراها مع الدم الجثي في المؤتمر الرابع للجراحين في خاركيف الأوكراني في سبتمبر. في عام 1930 أيضا، نظمت يودين أول بنك الدم في العالم في معهد Sklifosovskiy نيكولاي، التي تكون قدوة لإنشاء مزيد من مصارف الدم في مناطق مختلفة من الاتحاد السوفيتي وبلدان أخرى. وبحلول منتصف 1930s الاتحاد السوفياتي قد وضعت نظاما للا يقل عن 65 مراكز الدموية الكبيرة، وأكثر من 500 منها فرعية، جميعها يخزن الدم «المعلب» ويشحنه إلى جميع أنحاء البلاد.
تأسست واحدة من أقدم المصارف في الدم عن طريق فريدريك دوران-جوردا خلال الحرب الأهلية الإسبانية في عام 1936. انضم دوران خدمة نقل الدم في مستشفى برشلونة في بداية الصراع، ولكن سرعان ما كان الطلب على الدم وقلة الجهات المانحة المتاحة طاغيا على المستشفى. بدعم من وزارة الصحة للجيش الجمهوري الإسبانية، أنشأ دوران بنك للدم للجنود الجرحى والمدنيين. تم خلط مل 300-400 الدم المنقول مع 10٪ محلول سترات في دورق دوران المخروطي المعدل. وخزن الدم في زجاجة مغلقة ومعقمة تحت ضغط في 2 °C. خلال 30 شهرا من العمل، سجلت خدمة نقل الدم البرشلونية ما يقارب 30000 مانح وعالجت 9000 لتر من الدم.
في عام 1937 برنار فانتوس، مدير العلاجات في مستشفى مقاطعة كوك في شيكاغو، أنشأ أول مستشفى بنك دم في الولايات المتحدة. من أجل إنشاء مختبر مستشفى لتبريد وتخزين وحفظ دم المتبرعين، نشأت فانتوس مصطلح «بنك الدم». في غضون بضع سنوات، تم تأسيس مصارف الدم في المستشفيات والمجتمع في جميع أنحاء الولايات المتحدة.
انتقل فريدريك دوران-جوردا إلى بريطانيا في عام 1938، وعمل مع الدكتور جانيت فوغان في الكلية الملكية الطبية للدراسات العليا في مستشفى هامرسميث لإنشاء نظام لمصارف الدم الوطنية في لندن. ومع اندلاع حرب وشيكة يبحثون في عام 1938، أنشأ مكتب الحرب مستودع تخزين الدم العسكري في بريستول برئاسة ليونيل ويتبي اللذي كان مسؤول عن أربعة مستودعات كبيرة لتخزين الدم في جميع أنحاء البلاد. كانت السياسة البريطانية خلال الحرب تزويد الأفراد العسكريين بالدم من مستودعات مركزية، وعلى النقيض من النهج المتبع من قبل الأمريكيين والألمان حيث أن القوات في الجبهة الأمامية تنزف لتوفير الدم اللازم. طريقة البريطاني ثبت أن تكون أكثر نجاحا في تلبية جميع المتطلبات بشكل كاف وكان هناك أكثر من 700,000 متبرع خلال الحرب. هذا النظام تطور إلى خدمة نقل الدم الوطنية التي أنشئت في عام 1946، الخدمة الوطنية الأولى التي تم تنفيذها.

### التقدم الطبي

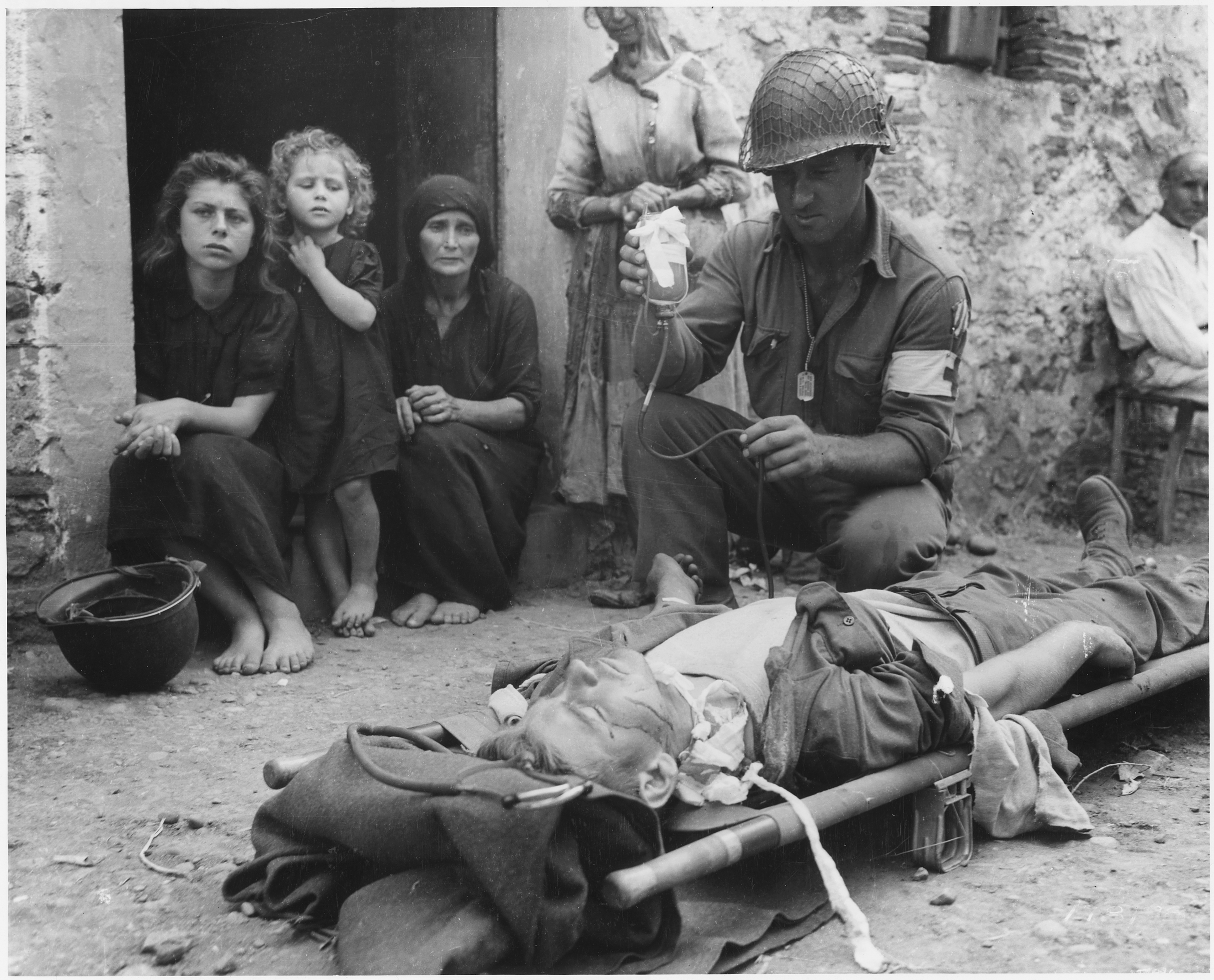
جندي جريح يتم إعطائه بلازما الدم في صقلية, 1943.

إعطاء الجندي الجريح بلازما الدم في صقيلة، 1943.
بدأ برنامج لجمع الدم في الولايات المتحدة عام 1940 وكان ادوين كوهن رائدا في عملية تجزئة الدم. كان يعمل بتقنيات لعزل جزء مصل ألبومين من بلازما الدم، وهو أمر ضروري للحفاظ على الضغط الاسموزي في الأوعية الدموية، ومنع انهيارها.
اقترح استخدام بلازما الدم كبديل عن الدم كله ولغرض النقل في وقت مبكر من عام 1918، في أعمدة المراسلات من المجلة الطبية البريطانية من قبل غوردون وارد. في مستهل الحرب العالمية الثانية، كان البلازما السائل يستخدم في بريطانيا. وبدأ مشروع كبير والمعروف باسم «الدم لبريطانيا» في أغسطس 1940 لجمع الدم في مستشفيات مدينة نيويورك وتصدير البلازما لبريطانيا. تم تطويرحزمة البلازما المجففة، التي خفضت الكسر وجعلت النقل والتعبئة والتغليف، والتخزين أبسط بكثير.
وجاءت حزمة البلازما المجففة في علبتان من الصفيح يحتويان على زجاجات بسعة 400 سم مكعب. وتضمنت واحد زجاجة الماء المقطر كافيا لإعادة تشكيل البلازما المجففة الواردة في زجاجة أخرى. في حوالي ثلاث دقائق، فإن البلازما تكون جاهزة للاستخدام، ويمكن أن تبقى طازجة لنحو أربع ساعات. تم تعيين تشارلز درو مشرفا طبيا، وكان قادرا على تحويل طرق أنبوب الاختبار لأول نجاح لتقنية الإنتاج الضخم.
وجاء انجاز مهم آخر في 1939-1940 عندما كارل لاندشتاينر، اليكس وينر، فيليب ليفين، وستيتسون اكتشفوا نظام فصيل دم القردة، الذي وجد أنه سبب معظم التفاعلات نقل الدم حتى ذلك الوقت. بعد ثلاث سنوات، أدخل محلول حمض سترات الدكستروز من قبل لوتيت وباتريك موليسن حيث أن المحلول قلل من حجم التخثر، سمح نقل كميات أكبر من الدم وتخزينه لمدة أطول.
قدم كارل والتر والابن ميرفي كيس البلاستيك لجمع الدم في عام 1950. استبدال قوارير زجاجية قابلة للكسر مع أكياس بلاستيكية متينة سمح لتطور نظام جمع قادر على إعداد مكونات الدم المتعددة من وحدة واحدة من الدم الكامل بطريقة آمنة وسهلة.
وعلاوة على ذلك أنتج في عام 1979 عامل حفظ مضاد التخثر، اللذي ساعد على تمديد العمر الافتراضي للدم المخزن وزيادة امدادات الدم وتسهيل تبادل الموارد بين مصارف الدم.

## الجمع والتجهيز

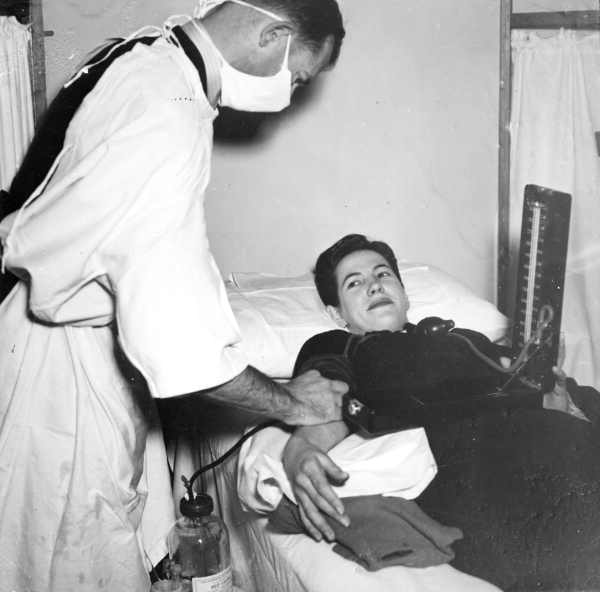
تبرع بالدم في مستشفى ميلبورن الملكي Royal Melbourne Hospital في عقد 1940.

في الولايات المتحدة، هنالك معايير معينة موضعة لجمع ومعالجة كل منتج من منتجات الدم. «الدم الكامل» هو الاسم الصحيح لمنتج واحد محدد. وخاصة دم الوريد الغير مفصول مضافا اليه مواد حافظه معتمدة. معظم الدم لغايات النقل يتم جمعه كدم كلي. يتم نقل التبرعات ذاتية الخلايا في بعض الأحيان دون أي تعديل، ولكن عادة ما يتم فصل الدم الكامل (عن طريق الطرد المركزي) إلى مكوناته، مع خلايا الدم الحمراء في محلول كونها المنتج الأكثر استخداما. يتم حفظ كلا وحدات الدم البيضاء والحمراء مبردة في 33,8-42,8 درجة فهرنهايت (1,0-6,0 درجة مئوية)، مع الحد الأقصى لفترة التخزين المسموح بها من 35 و 42 يوما على التوالي. ويمكن لوحدات الدم الحمراء أن تجمد عند دمجها مع الغلسرول، ولكن هذه عملية مكلفة ومضيعة للوقت، ونادرا ما يتم القيام بها. تعطى خلايا الدم الحمراء المجمدة تاريخ انتهاء الصلاحية لمدة تصل إلى عشر سنوات ويتم تخزينها على -85 فهرنهايت (-65 سيليسيوس)
يتم وضع الدم الاقل كثافة في عدد متنوع من مكونات الدم المجمدة، وتصنف استنادا لوقت تجميده والغاية المقصودة من استخدام المنتج. إذ اجمدت البلازما فورا وكانت لغايات النقل، تصنف بأنها بلازما طازجة مجمدة. إذا كان المقصود أن يتم تحويلها إلى منتجات أخرى، توصف بأنها البلازما معافية أو البلازما للتجزئة. يمكن صنع الراسب القري من مكونات أخرى للبلازما. يجب أن يتم تخزين هذه المكونات على صفر فهرينهايت (-18 سيليسيوس) أو أبرد، ولكن عادة ما يتم تخزينها على -22 فهرينهايت (-30 سيليسيوس). يشارالى الطبقة التي بين خلايا الدم الحمراء والبلازما بالمعطف المنتفخ وتتم إزالته بعض الأحيان لصنع الصفائح الدموية لنقل الدم. وعادة ما يتم تجميع الصفائح الدموية قبل النقل ويكون لها الصلاحية من 5 إلى 7 أيام، أو 3 أيام بعد أكمال الفحوصات من قبل الجهة التي جمعته. يتم تخزين الصفائح الدموية في درجة حرارة الغرفة ويجب تحريكها. ولأن تخزينها يتم في درجات حرارة الغرفة في محلول غني بالأغذية، هم في خطر نسبيا كبير لنمو البكتيريا.
بعض مصارف الدم أيضا تجمع منتجات الدم عن طريق الفصادة.البلازما هو العنصر الأكثر شيوعا التي تم جمعها عن طريق فصادة البلازما، ولكن خلايا الدم الحمراء والصفائح الدموية يمكن جمعها بطرق مماثلة. هذه المنتجات عموما لديهم نفس الصلاحية وظروف التخزين مثل نظرائهم المنتجة تقليديا.
ويدفع في بعض الأحيان للجهات المانحة؛ في الولايات المتحدة وأوروبا، ويتم جمع معظم لعمليات نقل الدم من المتطوعين بينما البلازما لأغراض أخرى قد تكون من الجهات المانحة المدفوعة.
تقوم معظم مرافق جمع الدم ومستشفى بنك الدم اختبار لتحديد فصيلة الدم من المرضى والتعرف على المنتجات المتوافقة مع الدم، جنبا إلى جنب مع مجموعة من الاختبارات (مثل مرض) والعلاج (مثل ترشيح الكريات البيض) لضمان أو تحسين الجودة. الأدراك المتزايد لمشكلة الفعالية الغير كافية للنقل  أيضا يزيد مكانة الصلاحية والجدوى لكريات الدم الحمراء. والجدير بالذكر أن مستشفيات الولايات المتحدة تنفق أكثر على التعامل مع عواقب مضاعفات نقل الدم من التركيز على التكاليف المشتركة للشراء واختبار / علاج ونقل الدم.

## التخزين والإدارة

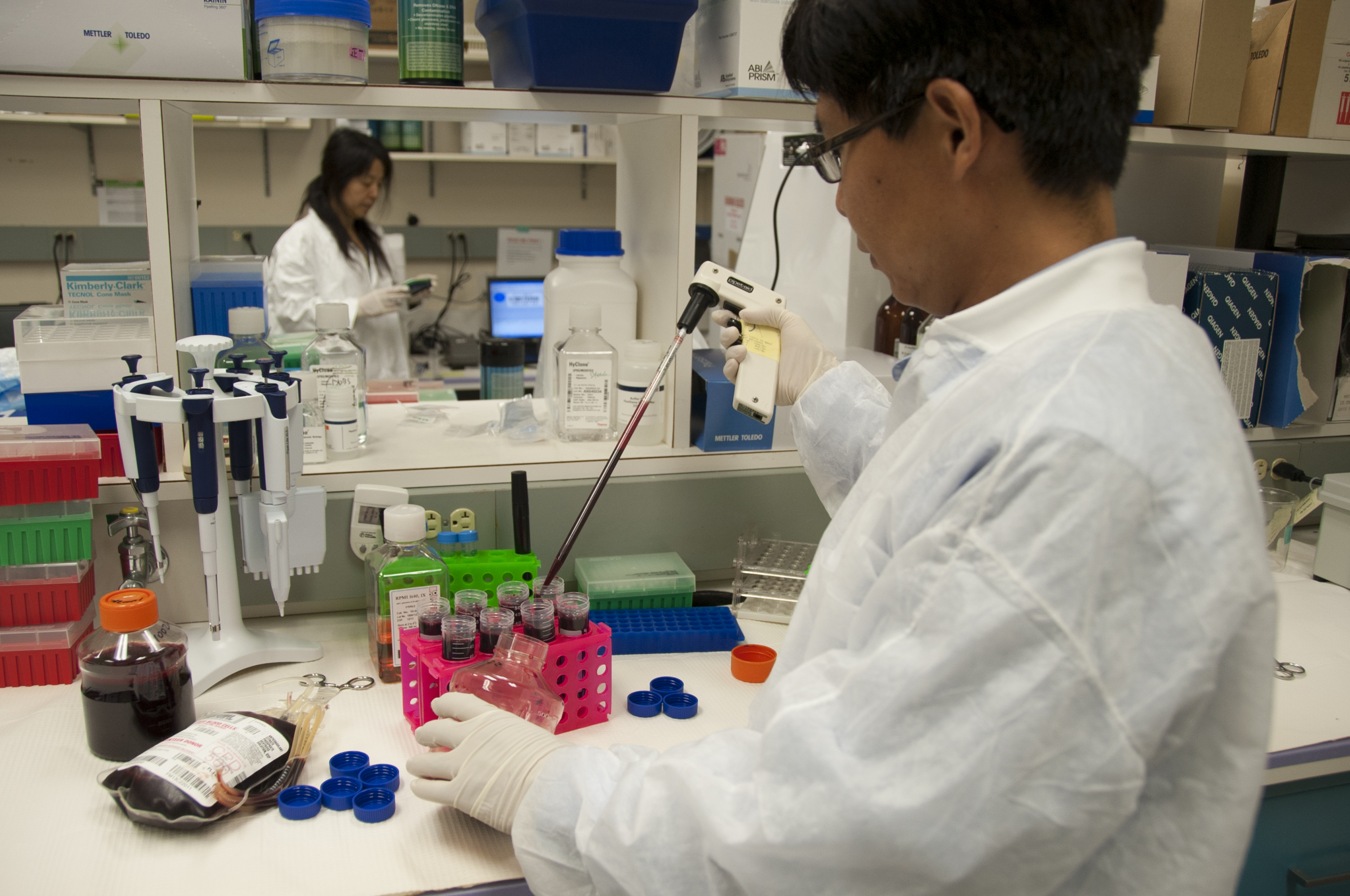
تقنيات حديثة لفصل وتخزين الدم من طرف FDA

### تخزين الدم الروتيني
هو 42 يوما أو 6 أسابيع لتخزين خلايا الدم الحمراء المحفوظه، ينطوي على التبريد لكن عادة لا يجمد. كان هناك زيادة جدل حول ما إذا كان سن وحدة منتج معين هو عامل في فعالية النقل، وتحديدا حول ما إذا كان الدم «الأقدم» يزيد مخاطر حدوث مضاعفات بطريقة مباشرة أو غير مباشرة. لم تكن الدراسات ثابتة على الإجابة عن هذا السؤال، مع بعض تبين أن الدم الأقدم هو في الواقع أقل فعالية ولكن مع الآخرين تبين أنه لا يوجد مثل هذا الاختلاف. ومع ذلك، لا يزال وقت تخزين الطريقة الوحيدة المتاحة لتقدير وضع الجودة أو خسارة، نهج الأول للداخل -الأول للخارج إدارة المخزون هو المعيار في الوقت الحاضر. كما أنه من المهم أن نرى أن هناك تفاوتا كبيرا في نتائج التخزين في مختلف الجهات المانحة، والتي مجتمعة مع محدودية اختبار الجودة المتاحة، يفرض تحديات على الأطباء والمنظمين اللذين يسعون إلى مؤشرات جودة موثوق بها لمنتجات الدم وأنظمة التخزين. نقل الصفائح الدموية هي نسبيا عددا أقل بكثير، ولكنها تعرض قضايا تخزين / إدارة فريدة. قد يتم تخزين الصفائح الدموية فقط لمدة 7 أيام، يرجع ذلك بشكل كبير إلى إمكانات أكبر من أجل التلوث، الذي بدوره يرجع بشكل كبير إلى درجة حرارة التخزين الأعلى.
ضرر تخزين كريات الدم الحمراء
نقل فعالية الغير كافية يمكن أن تنتج عن وحدات منتجة دموية تالفة من قبل ما يسمى ضرر التخزين وهي مجموعة من التغيرات الحيوية والنشاط الحيوي التي تحدث أثناء التخزين. مع الخلايا الحمراء، يمكن أن يقلل الصلاحية والقدرة على أوكسجنة الأنسجة. ورغم أن بعض التغيرات البيوكيميائية يمكن ان ترجع بعد نقل الدم،
التغييرات النشاط الحيوي هي أقل من ذلك، ومنتجات التجديد ليست قادرة بعد على عكس هذه الظاهرة على نحو كاف.
التدابير التنظيمية المعمول بها للحد من ضرر تخزين كريات الدم الحمراء، ما في ذلك زيادة حياتها في الجسم الحي (حاليا 42 ساعة), الحد الأقصى لانحلال الدم التلقائي (حاليا 1% في الولايات المتحدة), والحد الأدنى للبقاء بالجسم بعد نقل الدم (حاليا 75% بعد 24 ساعة). ومع ذلك، كل من هذه المعايير يتم تطبيقها بطريقة عالمية التي لا تراعي الفروق بين وحدات المنتجات؛ على سبيل المثال، تم اختبار مرحلة ما بعد نقل كريات الدم الحمراء، للبقاء في الجسم الحي على عينة من المتطوعين الأصحاء، ثم يفترض الامتثال لجميع الوحدات كريات الدم الحمراء استنادا إلى معايير المعالجة العالمية.(وبالتأكيد، بقاء كريات الدم الحمراء لا يضمن كفاءة، انما هو شرط ضروري لوظيفة الخلية، وبالتالي بمثابة وكيل التنظيمي). وتختلف الآراء «لأفضل» طريقة لتحديد فعالية النقل في المريض في الجسم الحي.
بشكل عام، لا يوجد حتى الآن أي اختبارات في المختبر لتقييم تدهور نوعية أو الحفاظ على وحدات معينة من منتجات الدم (كريات الدم الحمراء)قبل النقل، على الرغم من وجود استكشاف للتجارب ذات الصلة المحتملة بناء على خصائص غشاء كريات الدم الحمراء القابلة على تغيير شكلها. هشاشة كرات الدم الحمراء (الميكانيكية).
وقد اعتمد كثير من الأطباء ما يسمى «البروتوكول التقييدي» حيث يقام النقل إلى أدنى حد ممكن - ويرجع ذلك جزئيا إلى الشكوك المحيطة بأضرار التخزين، بالإضافة إلى التكاليف العالية جدا المباشرة وغير المباشرة للنقل، جنبا إلى جنب مع وجهة نظر متزايدة على أن العديد من عمليات النقل لا تصلح أو استخدام العديد من وحدات كريات الدم الحمراء 

### ضرر تخزين الصفائح الدموية
ضرر تخزين الصفائح الدموية ظاهرة مختلفة تماما عن ضرر تخزين كريات الدم الحمراء، يرجع ذلك إلى حد كبير إلى وظائف مختلفة من المنتجات ومقاصد نقل منها، جنبا إلى جنب مع قضايا المعالجة المختلفة واعتبارات إدارة المخزون.

### جرد الممارسات البديلة
مع الرغم من أن كما لاحظ نهج المخزون إدارة الابتدائية للحد من انتهاء الصلاحية المنتج، هناك بعض الانحرافات عن هذه السياسة - سواء في الممارسة الحالية وكذلك قيد البحث. على سبيل المثال، تبديل الدم من كريات الدم الحمراء في حديثي الولادة ويدعو لاستخدام منتجات الدم التي هي قبل خمسة أيام أو أقل، إلى «ضمان» وظيفة الخلية المثلى. كما أن بعض مستشفى مصارف الدم محاولتهم لتلبية طلبات الأطباء لتقديم كريات دم صغيرة العمر لأنواع معينة من المرضى (مثل جراحة القلب).
في الآونة الأخيرة، يجري استكشاف نهج جديدة لاستكمال أو استبدال واحد وهو تحقيق التوازن بين الرغبة في خفض متوسط عمر المنتج (في النقل) مع ضرورة الحفاظ على توافر ما يكفي من المنتجات الغير منتهية مدتها، مما يؤدي إلى مزيج الاستراتيجي ل أول- للداخل-أول-للخارج مع أخر-للداخل-أول-للخارج.

### التخزين على المدى الطويل
على المدى الطويل«تخزين جميع المنتجات الدم غير شائع نسبيا»، بالمقارنة مع تخزين الروتيني / المدى القصير. يتم حفظ وحدات دم لخلايا دم حمراء نادرة بالتبريد لمدة تصل إلى عشر سنوات. يتم تحضين الخلايا في محلول الجلسرين الذي يعمل بمثابة «مضاد» داخل الخلايا. ثم توضع الوحدات في حاويات معقمة خاصة في الثلاجة على درجة حرارة باردة جدا. درجة الحرارة الدقيقة تعتمد على تركيز الجلسرين.

### المزيد من القراءة
- Kara W. Swanson, Banking on the Body: The Market in Blood, Milk, and Sperm in Modern America. Cambridge, MA: Harvard University Press, 2014.